# 日本笠蚶
日本笠蚶（學名：Limopsis japonica），舊稱日本格拟锉蛤，是魁蛤目擬銼蛤科擬銼蛤屬的一种雙殼綱軟體動物物種。

## 形態描述
殼近圓形，殼皮毛狀、黃褐色，殼表有細放射肋及弱成長線，交織形成布目狀。殼內為紅褐色陶質。

## 分佈及棲息地
見於日本、南韓慶尚北道浦項的迎日灣 、中国大陆的東中國海、南中國海及廣西北部灣及台灣的澎湖群島。常栖息在浅海至深海的沙底：东海（水深95－130米）、南海（水深31－290米）、北部湾（水深26－72米）、潮下带10－400米。

## 外部連結
- 維基物種上的相關：日本笠蚶